# Résolution 1076 du Conseil de sécurité des Nations unies
Membres permanents
- Chine
- États-Unis
- France
- Royaume-Uni
- Russie

Membres non permanents
- Allemagne
- Botswana
- Chili
- Corée du Sud
- Égypte
- Guinée-Bissau
- Honduras
- Indonésie
- Italie
- Pologne

Résolution no 1075 Résolution no 1077
La Résolution 1076 du Conseil de sécurité des Nations unies fut adoptée à l'unanimité le 22 octobre 1996. Après examen de la situation en Afghanistan, des résolutions de l'Assemblée générale et de la déclaration commune faite le 4 octobre 1996 par les dirigeants du Kazakhstan, du Kirghizistan, de la Russie, du Tadjikistan et de l'Ouzbékistan sur l'évolution de la situation dans le pays, le Conseil a examiné la détérioration de la situation politique, militaire et humanitaire en Afghanistan.
L’affrontement militaire et le meurtre de réfugiés, ainsi que la discrimination à l’égard des femmes et la violation des droits de l’homme en Afghanistan, ont suscité des inquiétudes. Toutes les parties du pays ont été invitées à régler leurs différends par des moyens pacifiques, et le Conseil a souligné l’importance de la non-ingérence dans les affaires intérieures du pays, y compris les flux d’armes en Afghanistan. Le Conseil était convaincu que l’Organisation des Nations unies devait continuer à jouer un rôle central dans les efforts internationaux visant à parvenir à un règlement politique du conflit.
Toutes les parties afghanes ont été invitées à cesser immédiatement les hostilités et à entamer un dialogue politique, car elles étaient elles-mêmes responsables d'une solution politique. Entre-temps, il a été demandé à tous les autres pays de s'abstenir de s'ingérer dans les affaires intérieures de l'Afghanistan, de respecter son intégrité territoriale, sa souveraineté et son indépendance et de respecter le droit du peuple afghan de déterminer son propre destin. Les pays ont également été instamment priés de mettre un terme à la fourniture d'armes et de munitions à toutes les parties afghanes.
La résolution a réaffirmé que le conflit en Afghanistan était un terreau idéal pour le terrorisme et le trafic de drogue qui pouvaient déstabiliser la région et que les parties étaient donc invitées à mettre fin à ces activités. En outre, les parties ont été instamment priées de cesser de poser des mines terrestres en raison des nombreuses victimes civiles. Le Conseil a également condamné la discrimination à l’égard des filles et des femmes afghanes et d’autres violations des droits de l’homme et du droit international humanitaire. Toutes les parties afghanes ont été instamment priées de coopérer avec la Mission spéciale des Nations unies en Afghanistan et des efforts de la part de l’Organisation de la Coopération islamique ont été demandés.
Une aide humanitaire a été demandée auprès de la communauté et des organisations internationales. Enfin, le Secrétaire général Boutros Boutros-Ghali a été prié de rendre compte de la situation au Conseil de l’application de la résolution avant le 30 novembre 1996.